# Harpactea sardoa
Harpactea sardoa là một loài nhện trong họ Dysderidae.
Loài này thuộc chi Harpactea. Harpactea sardoa được miêu tả năm 1966 bởi Alicata.